# Фицджеральд, Гленн
Гленн Фи́цджеральд (англ. Glenn Fitzgerald; 21 декабря 1971, Бруклин, Нью-Йорк, Нью-Йорк, США) — американский актёр, фотограф и фотомодель.

## Биография и карьера
Гленн Фицджеральд родился 21 декабря 1971 года в Бруклине (Нью-Йорк, штат Нью-Йорк, США), где он окончил Среднюю школу епископа Форда. Актриса Дженнифер Дарст — его двоюродная сестра, и именно он вдохновил её на переезд в Лос-Анджелес, чтобы начать актёрскую карьеру.
До того как получить свою первую серьёзную роль в фильме Дэвида О. Расселла «Не будите спящую собаку» в 1996 году, Фицджеральд работал моделью для Calvin Klein. С тех пор он сыграл более сорока ролей в фильмах и телесериалах («Шестое чувство», «Клиент всегда мёртв» и др.), играл на сцене Бродвея. Также является фотографом, чьи работы закулисья театральных постановок были представлены в New York Times.

## Избранная фильмография
| Год       |   | Русское название                      | Оригинальное название        | Роль                           |
| --------- | - | ------------------------------------- | ---------------------------- | ------------------------------ |
| 1995—2001 | с | Закон и порядок                       | Law & Order                  | Меррил Групп / Сет Тейтел      |
| 1996      | ф | Не будите спящую собаку               | Flirting with Disaster       | Лонни Шлихтинг                 |
| 1997      | с | Убойный отдел                         | Homicide: Life on the Street | Джефф МакГинн                  |
| 1997      | ф | Ледяной ветер                         | The Ice Storm                | Нил Конрад                     |
| 1999      | ф | Шестое чувство                        | The Sixth Sense              | Шон                            |
| 2000      | ф | Найти Форрестера                      | Finding Forrester            | Мэсси                          |
| 2001      | ф | Фанатик                               | The Believer                 | Дрейк                          |
| 2001      | ф | Солдаты Буффало                       | Buffalo Soldiers             | Хикс                           |
| 2002      | ф | 40 дней и 40 ночей                    | 40 Days and 40 Nights        | Крис                           |
| 2002      | с | Клиент всегда мёртв                   | Six Feet Under               | Аарон Бухбиндер                |
| 2004      | с | Закон и порядок: Преступное намерение | Law & Order: Criminal Intent | Спенсер Фарнелл                |
| 2004      | с | Чудопад                               | Wonderfalls                  | Грабитель в банке              |
| 2005      | ф | Доверься мужчине                      | Trust the Man                | Горен                          |
| 2007—2009 | с | Грязные мокрые деньги                 | Dirty Sexy Money             | Преподобный Брайан Дарлинг     |
| 2010      | с | C.S.I.: Место преступления Майами     | CSI: Miami                   | Чип Форд                       |
| 2011      | с | Плащ                                  | The Cape                     | Конрад Чэндлер / Лич           |
| 2011      | с | До смерти красива                     | Drop Dead Diva               | Нейтан Перски                  |
| 2012      | с | Восприятие                            | Perception                   | Лео Аттингер                   |
| 2013      | с | Элементарно                           | Elementary                   | Лайнус Ро                      |
| 2015      | с | Мадам госсекретарь                    | Madam Secretary              | Преподобный Уэсли Финч         |
| 2016      | с | Миллиарды                             | Billions                     | Менеджер №3                    |
| 2017      | ф | Детройт                               | Detroit                      | Детектив по убийствам Андерсон |